# 若林祥二
若林 祥二（わかはやし しょうじ）は、日本の俳優。

## 出演作品

### テレビ
- 海底人8823（1960年、役）

### 映画
- 夜霧の滑走路(1958年、斎藤)
- 別れたっていいじゃないか(1958年、学生B）
- 恋を陶った女(1958年、社会部記者C）
- 息子(1959年、笠麻真一)
- いつか来た道(1959年、アナウンサー)
- すれすれ(1960年、パトカーの警官
- 襲われた手術室(1960年、子供を連れた警官)
- 暁の翼(1960年、県一曹)
- 素敵な野郎(1960年、島原刑事)
- 明日から大人だ(1960年、岡田光一)
- 流転の王妃(1960年、憲兵B)
- 東京の空の下で(1960年、警官)

| スタブアイコン | サブスタブ | この項目は、まだ閲覧者の調べものの参照としては役立たない、俳優（男優・女優）に関連した書きかけの項目です。この項目を加筆・訂正などしてくださる協力者を求めています（P:映画/PJ芸能人）。 |